# Titi
Titi ókori egyiptomi királyné volt a XX. dinasztia idején, III. Ramszesz fáraó felesége.
Sokáig nem sikerült elhelyezni a családfán, családi kapcsolatait címei alapján próbálták beazonosítani, mivel ezekből biztos, hogy apja, fivére, férje és fia is fáraó volt. Egy sokáig elképzelhetőnek tartott elmélet szerint X. Ramszesz felesége volt, és mindketten feltehetőleg IX. Ramszesz gyermekei, fiuk pedig valószínűleg XI. Ramszesz. Más elméletek korábbi időre, III. Ramszesz uralkodása idejére tették, a fáraó, a királyné és az ebben az időben élt hercegek sírfestményei hasonlósága alapján; eszerint az elmélet szerint III. Ramszesz leánya és felesége, illetve IV. Ramszesz anyja. Utóbbi elmélettel ellentétesnek tartották hogy leszármazottaik életkorából ítélve III. Ramszesznek még trónra lépte előtt, közemberként kellett volna feleségül vennie leányát, ami nem volt szokásban. Arról a fajta koronáról, amivel Titit ábrázolják, próbálták feltételezni, hogy hercegnő-királynék viselték, mert korábban Szitamon és Nebettaui ábrázolásain is feltűnt, de ez kevés bizonyíték arra, hogy III. Ramszesz lánya volt.
2010-ben sikerült a királyné férjét azonosítani a sírrablásról szóló BM EA 10052 papirusz korábban publikálatlan töredékei alapján, melyek Anthony Harris másolatában maradtak fenn (magán a fennmaradt papiruszon csak Titi nevének eleje vehető ki bizonytalanul). Ezen egyiptomi sírrablók vallomásai szerepelnek, közte egy Neszamon nevűé is, aki társaival Titi sírjából lopta el az ékszereket – „Pawerkhetef vezetett minket; kinyittatta velünk Titi, Uszermaatré-Meriamon királynéja sírját”. Titi IV. Ramszesz anyja lehetett, mert III. Ramszesz másik, trónra került fiának, VI. Ramszesznek már ismert az anyja.
Sírja a Királynék völgyében található QV52. A sír díszítése és a temetkezési kellékek is erősen megrongálódtak. Szarkofágja egy részén a nevet kivakarták, ami utalhat arra, hogy kegyvesztetté vált, de arra is, hogy Titi számára egy korábbi szarkofágot használtak fel újra és az eredeti tulajdonos nevét vakarták ki. A közelben található Amonherkhopsef herceg sírja, a QV55 is, így lehetséges, hogy neki is Titi volt az anyja.
Címei: Nagy királyi hitves (ḥm.t-nỉswt wr.t), A Két Föld úrnője (nb.t-t3.wỉ), Örökös hercegnő (ỉrỉỉ.t-pˁt), Nagy kegyben álló (wr.t-ḥzwt), Édes szeretetű (bnr.t mrwt), A kegyelem úrnője (nb.t-ỉm3.t), Az isten anyja (mwt-nṯr), Az isten felesége (ḥm.t-nṯr), Ámon szisztrumjátékosa (sḫmỉỉ.t ỉmnw), A király lánya (z3.t-nỉswt), A király nővére (zn.t-nỉswt), A király felesége (ḥm.t-nỉswt).